# 장평면 (청양군)
장평면(長坪面)은 대한민국 충청남도 청양군의 면이다.

## 행정 구역
- 관현리
- 구룡리
- 락지리
- 미당리
- 분향리
- 은곡리
- 적곡리
- 죽림리
- 중추리
- 지천리
- 화산리